# Magasút
A Magasút (egybeírva) avagy a „csillebérci üdülőtelep” Budapest egyik városrésze a XII. kerületben.

## Fekvése
Városrészként a határai: Edvi Illés út a Szalmavirág utcától – Törökbálinti út – Irhás árok – Adorján út – Nőszirom utca – Szalmavirág utca az Edvi Illés útig.

## Története
A terület névadója a kb. 320 m magasságban húzódó fennsíkon levő dűlőút. Földrajzilag északi oldalán a Széchenyi-hegytől a Farkas-völgy, a délin a Budaörsi-hegytől az Irhás árok választja el. Neve először feltehetőleg Marek János 1871-1874-ben készült Buda térképén tűnt fel. Különös módon a mai Magasút dűlő, Magas út, illetve Magasút lejtő nevű utcák nem itt, hanem Csillebérc városrészben találhatóak; egyedül a Magasúti köz van Magasúton.
Beépített része, a „csillebérci üdülőtelep” az elhelyezkedése és a várostól való viszonylagos elszigeteltsége miatt nyugodt és kellemes környezetet nyújt lakói számára. A Törökbálint úthoz közelebb eső délkeleti lejtőjén a kis nyaralóházak helyére az elmúlt évtizedek során családi házak épültek.

## Ördög-orom
A városrész legfőbb természeti látványossága az Ördög-orom, ahonnan kiváló panoráma nyílik a Széchenyi-hegyre, a Sas-hegyre és a Tétényi-fennsíkra. Keskeny, sziklás, meredek oldalú dolomitrög a Farkas-völgy és az Irhás árok között. Magassága körülbelül 317 méter. A Farkas-völgy feletti oldalán található az Ördög-szószék. Az orom belsejében feltehetőleg a második világháború során kialakítottak egy járatrendszert, amit ma már senki sem használ, bejáratait lezárták, hivatalosan nem látogatható. Egyes részei az évek során természetvédelmi területté lettek nyilvánítva, amiket ma már számos turistaút keresztez.